# Đặng Quân Thụy
Đặng Quân Thụy (sinh năm 1928) là một Trung tướng Quân đội nhân dân Việt Nam. Nguyên Chủ tịch Hội Cựu chiến binh Việt Nam, Phó Chủ tịch Quốc hội Việt Nam khóa IX, Chủ nhiệm Ủy ban Quốc phòng và An ninh,
Ông được phong quân hàm Thiếu tướng năm 1984 và Trung tướng năm 1989.
Ngày 24/11/2023, Trung tướng Đặng Quân Thụy được trao tặng danh hiệu Anh hùng Lực lượng vũ trang nhân dân.

## Tiểu sử
Trung tướng Đặng Quân Thụy sinh năm 1928 tại làng Hành Thiện, xã Xuân Hồng, huyện Xuân Trường, tỉnh Nam Định.
Ông tham gia cách mạng và nhập ngũ năm 1944. Trong kháng chiến chống Pháp ông là Chính trị viên Đại đội.
Năm 1958 ông là Phó phòng Hóa học Cục Quân huấn BTTM.
Năm 1964 ông là Trưởng phòng Hóa học Bộ chỉ huy Quân giải phóng miền Nam.
Năm 1968 ông là Phó trưởng phòng tác chiến, trực tiếp phụ trách cơ quan tác chiến tiền phương của Quân giải phóng miền Nam.
Năm 1974 ông là Cục trưởng cục Hoá học BTTM.
Tháng 9 - 1977 ông là Tư lệnh, Bí thư Đảng ủy Binh chủng Hóa học. Ông được phong quân hàm Thiếu tướng vào năm 1984
Tháng 3 - 1986 ông giữ chức Phó, rồi Tư lệnh Quân khu II. Thăng quân hàm Trung tướng vào năm 1989
Ông là Ủy viên Trung ương Đảng khóa VII, Đại biểu Quốc hội các khóa VIII và IX.Ông thuộc đoàn đại biểu Vĩnh Phúc.
Ông là Phó Chủ tịch Quốc hội, kiêm chức Chủ nhiệm Ủy ban Quốc phòng và An ninh của Quốc hội khóa IX.
Chủ tịch Hội Cựu chiến binh Việt Nam nhiệm kỳ III (2002 - 2007).

## Phần thưởng được Đảng, Nhà nước trao tặng
- Huân chương Sao Vàng (2009)
- Huân chương Độc lập hạng nhất.
- Huân chương Quân công hạng nhất.
- Huân chương Kháng chiến hạng nhất.
- Huân chương Kháng chiến chống Mỹ hạng nhất.
- Huân chương Chiến công hạng nhất.
- Huân chương Chiến sĩ vẻ vang hạng nhất, nhì, ba.
- Huy chương Quân kỳ Quyết thắng
- Huy hiệu 70 năm tuổi Đảng (2017)
- Huy hiệu 75 năm tuổi Đảng (2022)
- Huy hiệu 80 năm tuổi Đảng (2025)
- Danh hiệu Anh hùng Lực lượng vũ trang nhân dân (17/10/2023).